# Pedraza de Alba
Pedraza de Alba ist ein westspanischer Ort und eine Gemeinde (municipio) mit 220 Einwohnern (Stand: 2024) in der Provinz Salamanca in der Region Kastilien und León. Neben der Ortschaft Pedraza gehört die Wüstung Gómez Velasco zur Gemeinde. 

## Lage und Klima
Die ca. 895 m hoch gelegene Gemeinde Pedraza de Alba befindet sich im äußersten Süden der altkastilischen Hochebene (meseta) am Río Agudín. Die Stadt Salamanca ist knapp 25 km in nordnordwestlicher Richtung entfernt. 
Das Klima im Winter ist durchaus kühl; die geringen Niederschlagsmengen (525 mm) fallen – mit Ausnahme der nahezu regenlosen Sommermonate – verteilt übers ganze Jahr.

## Bevölkerungsentwicklung
| Jahr      | 1970 | 1981 | 1991 | 2001 | 2011 | 2021 |
| Einwohner | 384  | 298  | 311  | 290  | 259  | 222  |

## Sehenswürdigkeiten
- Johannes-der-Täufer-Kirche (Iglesia de San Juan Bautista)

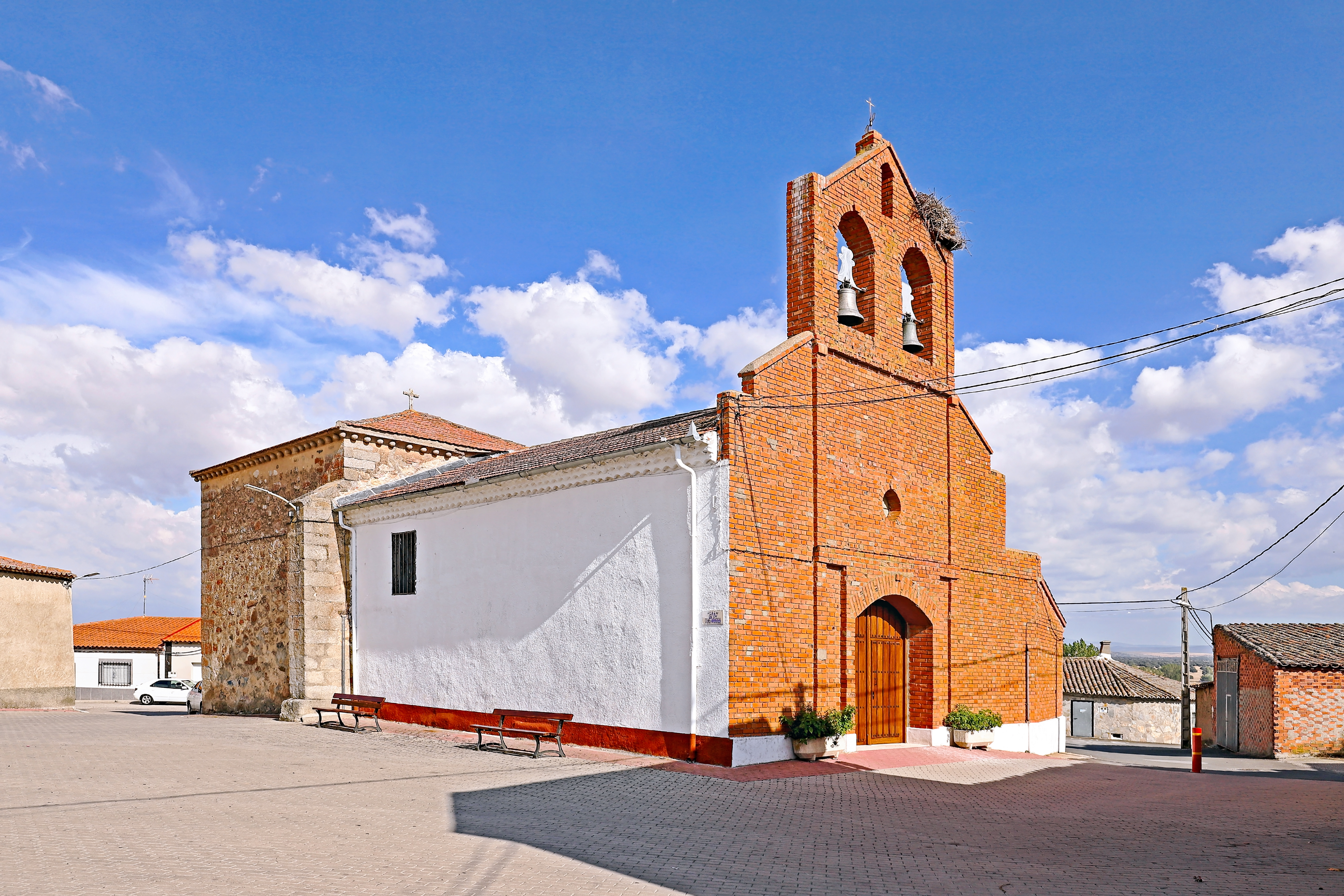
Johannes-der-Täufer-Kirche
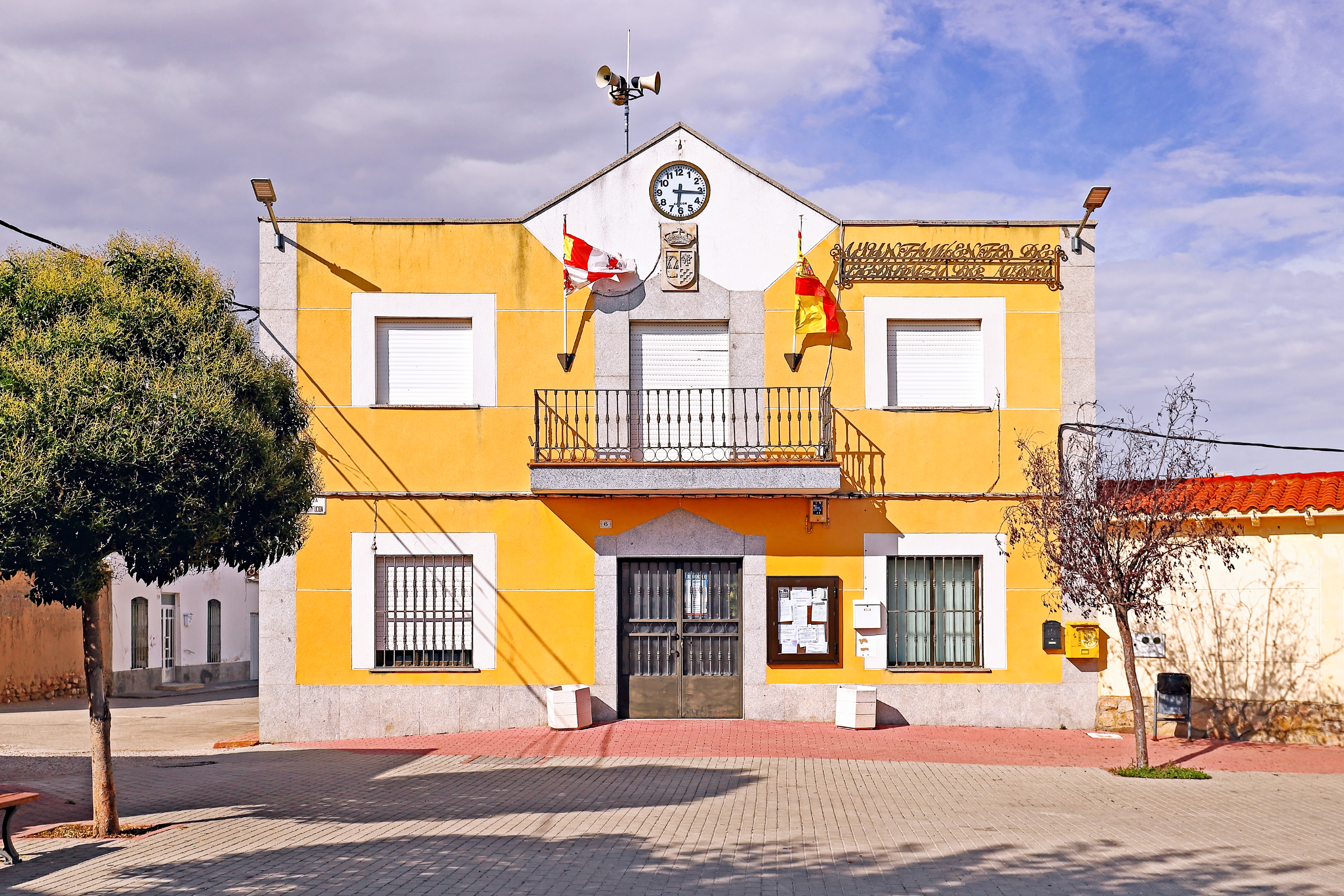
Rathaus